# Cryptotis hondurensis
Cryptotis hondurensis és una espècie de mamífer de la família de les musaranyes (Soricidae). Viu a Hondures.